# Ⰾ
Cette page contient des caractères spéciaux ou non latins. S’ils s’affichent mal (▯, ?, etc.), consultez la page d’aide Unicode.
Lioudi (Люди en cyrillique ; capitale Ⰾ, minuscule ⰾ) est la 14e lettre de l'alphabet glagolitique.

## Linguistique
La lettre sert à noter le phonème /l/.

## Historique
La lettre pourrait provenir de la lettre lambda (λ) de l'alphabet grec.

## Représentation informatique
- Unicode :
  - Capitale Ⰾ : U+2C0E
  - Minuscule ⰾ : U+2C3E